# 花田和明
花田 和明（はなだ かずあき、1951年8月16日 - ）は、NHK放送研修センター・日本語センター専属アナウンサー。元職員（最終階級：エグゼクティブアナウンサー）。血液型B型。

## 人物・来歴
神奈川県横浜市出身。札幌光星高等学校、獨協大学経済学部卒業後、1975年NHKにアナウンサーとして入局。
2008年3月に当時の制度における役職定年を迎え、日本語センター所属となった。現在は若手のアナウンサーの指導や話しことば講座の講師を務める傍ら、ラジオのニュースや気象通報の業務を担当している。

## 担当番組
- ラジオニュース（全国、関東甲信越）
- 気象通報
- 10min.ボックスナレーション（理科）

## 主な同期のアナウンサー
- 金野正人
- 桜井洋子
- 末田正雄
- 徳田章
- 山下信